# Brytyjska Formuła 3 Sezon 1992
42 sezon Brytyjskiej Formuły 3 (Green Flag British F3) – rozpoczął się 22 marca i zakończył się 4 października po szesnastu rundach.

## Kalendarz
| Runda | Tor                             | Data           | Pole position  | Najszybsze okrążenie | Zwycięzcą (kierowca) | Zwycięzcą (zespół)  |
| ----- | ------------------------------- | -------------- | -------------- | -------------------- | -------------------- | ------------------- |
| 1     | Donington Park                  | 22 marca       | Marcel Albers  | Gil de Ferran        | Marcel Albers        | Alan Docking Racing |
| 2     | Silverstone Circuit             | 5 kwietnia     | Gil de Ferran  | Marcel Albers        | Gil de Ferran        | Paul Stewart Racing |
| 3*    | Thruxton Circuit                | 20 kwietnia    | Gil de Ferran  | Gil de Ferran        | Gil de Ferran        | Paul Stewart Racing |
| 4     | Brands Hatch, Kent              | 26 kwietnia    | Gil de Ferran  | Gil de Ferran        | Kelvin Burt          | Fortec Motorsport   |
| 5     | Thruxton                        | 4 maja         | Elton Julian   | Gil de Ferran        | Elton Julian         | Alan Docking Racing |
| 6     | Brands Hatch, Kent              | 17 maja        | Gil de Ferran  | Philippe Adams       | Philippe Adams       | Alan Docking Racing |
| 7     | Silverstone Circuit             | 25 maja        | Oswaldo Negri  | Oswaldo Negri        | Gil de Ferran        | Paul Stewart Racing |
| 8     | Silverstone Circuit             | 7 czerwca      | Philippe Adams | Kelvin Burt          | Philippe Adams       | Alan Docking Racing |
| 9     | Donington Park                  | 21 czerwca     | Oswaldo Negri  | Oswaldo Negri        | Gil de Ferran        | Paul Stewart Racing |
| 10    | Snetterton Motor Racing Circuit | 28 czerwca     | Oswaldo Negri  | Marc Goossens        | Oswaldo Negri        | West Surrey Racing  |
| 11    | Silverstone Circuit             | 11 lipca       | Oswaldo Negri  | Warren Hughes        | Warren Hughes        | Edenbridge Racing   |
| 12    | Pembrey Circuit                 | 9 sierpnia     | Oswaldo Negri  | Kelvin Burt          | Gil de Ferran        | Paul Stewart Racing |
| 13    | Silverstone Circuit             | 31 sierpnia    | Philippe Adams | Philippe Adams       | Philippe Adams       | Alan Docking Racing |
| 14    | Donington Park                  | 20 września    | Gil de Ferran  | Gil de Ferran        | Kelvin Burt          | Fortec Motorsport   |
| 15    | Thruxton Circuit                | 27 września    | Gil de Ferran  | Kelvin Burt          | Gil de Ferran        | Paul Stewart Racing |
| 16    | Silverstone Circuit             | 4 października | Andre Ribeiro  | Gil de Ferran        | Gil de Ferran        | Paul Stewart Racing |

- Runda numer 3 została skrócona z powodu fatalnego wypadku Albersa.

## Klasyfikacja generalna

### Klasyfikacja kierowców
Punktacja:

Kwalifikacje: 1 punkt

Wyścig: 10-8-6-5-4-3-2-1 (osiem pierwszych pozycji)
| Legenda oznaczeń w tabelach wyników Wyświetl szablon na nowej stronie | Legenda oznaczeń w tabelach wyników Wyświetl szablon na nowej stronie                                                                     |
| Oznaczenie                                                            | Wyjaśnienie |
| --------------------------------------------------------------------- | --- |
| Złoty                                                                 | Zwycięzca lub mistrzostwo |
| Srebrny                                                               | 2. miejsce lub wicemistrzostwo |
| Brązowy                                                               | 3. miejsce lub II wicemistrzostwo |
| Zielony                                                               | Ukończył, punktował (w klasyfikacji generalnej, gdy zdobył co najmniej jeden punkt na przestrzeni sezonu, poza trzema powyższymi opcjami) |
| Niebieski                                                             | Ukończył, nie punktował (w klasyfikacji generalnej, gdy nie zdobył co najmniej jednego punktu na przestrzeni sezonu)                      |
| Czerwony                                                              | Nie zakwalifikował się (NZ) |
| Czerwony                                                              | Nie prekwalifikował się (NPK) |
| Różowy                                                                | Nie ukończył (NU) |
| Różowy                                                                | Niesklasyfikowany (NS) (w klasyfikacji generalnej, gdy nie został sklasyfikowany w żadnym wyścigu sezonu)                                 |
| Czarny                                                                | Zdyskwalifikowany (DK) |
| Czarny                                                                | Wykluczony (WYK/EX) |
| Biały                                                                 | Nie wystartował (NW) |
| Biały                                                                 | Kontuzjowany (K/INJ) |
| Biały                                                                 | Wyścig odwołany (OD/C) |
| Bez koloru                                                            | Został wycofany (WYC/WD) |
| Bez koloru                                                            | Nie przybył (NP/DNA) |
| Bez koloru                                                            | Nie brał udziału w treningach (NT/DNP) |
| Bez koloru                                                            | Nie został zgłoszony (–) |
| Pogrubienie                                                           | Start z pole position |
| Kursywa                                                               | Najszybsze okrążenie wyścigu |
| †                                                                     | Nie ukończył, ale jego rezultat został zaliczony ze względu na przejechanie więcej niż 90% dystansu wyścigu.                              |
| *                                                                     | Sezon w trakcie |
| 1/2/3                                                                 | Punktowana pozycja w sprincie kwalifikacyjnym                                                                                             |
| Lista systemów punktacji Formuły 1                                    | |

| Poz. | Kierowca        | Zespół                                | Punkty |
| ---- | --------------- | ------------------------------------- | ------ |
| 1    | Gil de Ferran   | Paul Stewart Racing                   | 102    |
| 2    | Philippe Adams  | Bowman Racing Alan Docking Racing     | 56     |
| 3    | Kelvin Burt     | Fortec Motorsport                     | 55     |
| 4    | Oswaldo Negri   | West Surrey Racing                    | 43     |
| 5    | Mikke van Hool  | P1 Racing                             | 29     |
| 6    | Marc Goossens   | West Surrey Racing                    | 28     |
| 7    | Warren Hughes   | Edenbridge Racing                     | 25     |
| 8    | Elton Julian    | Alan Docking Racing Fortec Motorsport | 17     |
| =9   | Andre Ribeiro   | Paul Stewart Racing                   | 13     |
| =9   | Julian Westwood | P1 Racing                             | 13     |
| 11   | Marcel Albers†  | Alan Docking Racing                   | 10     |
| =12  | Pedro Diniz     | Edenbridge Racing                     | 8      |
| =12  | Jason Plato     | P1 Racing                             | 8      |
| 14   | Scott Lakin     | Alan Docking Racing                   | 3      |

### Klasa narodowa
| Poz. | Kierowca         | Zespół                                            | Punkty |
| ---- | ---------------- | ------------------------------------------------- | ------ |
| 1    | Paul Evans       | Mark Bailey Racing                                | 101    |
| 2    | Hilton Cowie     | Fred Goddard Racing                               | 83     |
| 3    | Nigel Smith      | West Surrey Racing                                | 67     |
| 4    | Steve Arnold     | Tech-Speed Motorsport Richard Arnold Developments | 58     |
| 5    | William Hewland  | Mark Bailey Racing                                | 42     |
| 6    | Gray Hedley      | GH Racing                                         | 19     |
| 7    | Stephen Watson   | Fred Goddard Racing Bowman Racing                 | 15     |
| 8    | John Wilcock     | Prywatne Zgłoszenie                               | 10     |
| =9   | Amanda Runnacles | Fred Goddard Racing                               | 4      |
| =9   | Adrian Cottrell  | Mark Bailey Racing                                | 4      |
| 11   | Juan Serda       | Tech-Speed Motorsport                             | 3      |
| 12   | Marco Vignali    | Fred Goddard Racing                               | 2      |
| =13  | Gary Wills       | GB Motorsport                                     | 1      |
| =13  | John Lee         | John Lee Motorsport                               | 1      |